# North Hurley (Nuevo México)
North Hurley es un lugar designado por el censo ubicado en el condado de Grant en el estado estadounidense de Nuevo México. En el Censo de 2010 tenía una población de 300 habitantes y una densidad poblacional de 75,71 personas por km².

## Geografía
North Hurley se encuentra ubicado en las coordenadas 32°43′12″N 108°7′43″O / 32.72000, -108.12861. Según la Oficina del Censo de los Estados Unidos, North Hurley tiene una superficie total de 3.96 km², de la cual 3.96 km² corresponden a tierra firme y (0%) 0 km² es agua.

## Demografía
Según el censo de 2010, había 300 personas residiendo en North Hurley. La densidad de población era de 75,71 hab./km². De los 300 habitantes, North Hurley estaba compuesto por el 73.67% blancos, el 0.33% eran afroamericanos, el 1% eran amerindios, el 0% eran asiáticos, el 0% eran isleños del Pacífico, el 17.33% eran de otras razas y el 7.67% pertenecían a dos o más razas. Del total de la población el 82% eran hispanos o latinos de cualquier raza.